# Lilla Getfoten
Lilla Getfoten ist eine kleine zu Schweden gehörende Insel im Stockholmer Schärengarten.
Die Insel gehört zur Gemeinde Vaxholm. Lilla Getfoten liegt südlich der Inseln Vasholmen und Tynningö. Östlich liegt Stora Getfoten, westlich Notholmen. Mit der nur etwa 40 Meter entfernten Insel Stora Getfoten ist die Insel über einen Steg verbunden. Südlich der Insel verläuft die Schiffsroute von der Ostsee nach Stockholm.
Lilla Getfoten erstreckt sich von West nach Ost über etwa 80 Meter bei einer Breite von bis zu 50 Metern. Die Insel ist bewaldet und mit einem Gebäude bebaut. Auf der Nordseite bestehen zwei Schiffsanleger.